# Beurizot
Beurizot es una comuna francesa situada en el departamento de Côte-d'Or, en la región de Bourgogne-Franche-Comté

## Demografía
| 174 | 165 | 112 | 76 | 97 | 110 | 121 |
| Para los censos de 1962 a 1999 la población legal corresponde a la población sin duplicidades (Fuente: INSEE [Consultar]) |     |     |    |    |     |     |